# 27a cerimònia dels Premis César
La 27a cerimònia dels Premis César — també coneguts com Nuit des César — que premiava les pel·lícules estrenades el 2001, va tenir lloc el 2 de març de 2002 al Théâtre du Châtelet.
Va ser presidida per Nathalie Baye i et presentada per segon any consecutiu per Edouard Baer. Fou retransmesa a Canal+.

## Presentadors i ponents
- Daniel Toscan du Plantier, president de l'Académie des arts et techniques du cinéma
- Nathalie Baye, presidenta de la cerimònia
- Édouard Baer, mestre de cerimònia
- Jean Rochefort, per l'entrega del César Honorari a Claude Rich
- Claude Lelouch, per l'entrega del César Honorari a Anouk Aimée
- Fanny Ardant, per l'entrega del César d'Honor a Jeremy Irons
- Jean Reno, Juliette Binoche, per la presentació del César al millor director
- Gérard Darmon, per César a la millor actriu secundària
- Catherine Jacob i Frédéric Mitterrand, per la presentació del César al millor so / César al millor muntatge / César al millor vestuari
- Chiara Mastroianni, Jamel Debbouze
- Patrick Timsit, Marianne Denicourt
- Daniel Prévost
- Danielle Darrieux
- Marie Gillain
- Patrick Bruel

## Desenvolupament
La triomfadora de la nit va ser Amélie de Jean-Pierre Jeunet, que amb tretze nominacions va guanyar quatre premis: millor pel·lícula, millor director, millor música original i millor decorat. També ho fou Llegeix-me els llavis de Jacques Audiard, que de nou nominacions va obtenir tres premis: millor actriu, millor guió i millor so. Per contra, La Chambre des officiers de François Dupeyron de nou nominacions només va obtenir dos: millor actor secundari i millor fotografia. D'altra banda, Chaos de Coline Serreau, amb cinc nominacions, només va guanyar el premi a la millor actriu revelació.

## Guanyadors i nominats
Els guanyadors s'indiquen en negreta.
| Millor pel·lícula - Amélie de Jean-Pierre Jeunet - Sous le sable de François Ozon - La Chambre des officiers de François Dupeyron - Chaos de Coline Serreau - Llegeix-me els llavis de Jacques Audiard                                                            | Millor director - Jean-Pierre Jeunet per Amélie - François Ozon per Sous le sable - François Dupeyron per La Chambre des officiers - Jacques Audiard per Llegeix-me els llavis - Patrice Chéreau per Intimacy                                                                                 |
| Millor actor - Michel Bouquet per Comment j'ai tué mon père - Éric Caravaca per La Chambre des officiers - Vincent Cassel per Llegeix-me els llavis - André Dussollier per Tanguy: què en fem, del nen? - Jacques Dutronc per C'est la vie                        | Millor actriu - Emmanuelle Devos per Llegeix-me els llavis - Charlotte Rampling per Sous le sable - Audrey Tautou per Amélie - Catherine Frot per Chaos - Isabelle Huppert per La pianista |
| Millor actor secundari - André Dussollier per La Chambre des officiers - Rufus per Amélie - Jamel Debbouze per Amélie - Édouard Baer per Betty Fisher et autres histoires - Jean-Paul Roussillon per Une hirondelle a fait le printemps                           | Millor actriu secundària - Annie Girardot per La pianista - Isabelle Nanty per Amélie - Line Renaud per Chaos - Nicole Garcia per Betty Fisher et autres histoires - Noémie Lvovsky per Ma femme est une actrice                                                                              |
| Millor actor revelació - Robinson Stévenin per Mauvais Genres - Grégori Derangère per La Chambre des officiers - Jean-Michel Portal per La Chambre des officiers - Éric Berger per Tanguy: què en fem, del nen? - Stefano Cassetti per Roberto Succo              | Millor actriu revelació - Rachida Brakni per Chaos - Hélène Fillières per Reines d'un jour - Marion Cotillard per Les Jolies Choses - Hélène de Fougerolles per Va savoir - Isild Le Besco per Roberto Succo                                                                                  |
| Millor pel·lícula estrangera - Mulholland Drive de David Lynch - Moulin Rouge de Baz Luhrmann - Traffic de Steven Soderbergh - L'habitació del fill de Nanni Moretti - The Man Who Wasn't There de Joel Coen i Ethan Coen                                         | Millor primera pel·lícula - Ničija zemlja de Danis Tanović - Ma femme est une actrice d'Yvan Attal - Le Peuple migrateur de Jacques Perrin, Jacques Cluzaud i Michel Debats - Grégoire Moulin contre l'humanité de Artus de Penguern - Une hirondelle a fait le printemps de Christian Carion |
| Millor guió original o adaptació - Jacques Audiard, Tonino Benacquista per Llegeix-me els llavis - Jean-Pierre Jeunet, Guillaume Laurant per Amélie - François Dupeyron per La Chambre des officiers - Coline Serreau per Chaos - Danis Tanovic per Ničija zemlja | Millor música - Yann Tiersen per Amélie - Joseph LoDuca per El pacte dels llops - Bruno Coulais per Le Peuple migrateur - Alexandre Desplat per Llegeix-me els llavis |
| Millor fotografia - Tetsuo Nagata per La Chambre des officiers - Bruno Delbonnel per Amélie - Mathieu Vadepied per Llegeix-me els llavis | Millor decorat - Aline Bonetto per Amélie - Antoine Fontaine, Jean-Baptiste Marot per L'Anglaise et le Duc - Guy-Claude François per El pacte dels llops |
| Millor muntatge - Marie-Josèphe Yoyotte per Le Peuple migrateur - Hervé Schneid per Amélie - Juliette Welfling per Llegeix-me els llavis | Millor so - Marc-Antoine Beldent, Pascal Villard, Cyril Holtz per Llegeix-me els llavis - Vincent Arnardi, Gérard Hardy, Laurent Kossayan, Jean Umansky per Amélie - Cyril Holtz, Jean-Paul Mugel per El pacte dels llops                                                                     |
| Millor vestuari - Dominique Borg per El pacte dels llops - Catherine Bouchard per La Chambre des officiers - Madeline Fontaine per Amélie - Pierre-Jean Larroque per L'Anglaise et le Duc                                                                         | Millor curtmetratge - Au premier dimanche d'août de Florence Miailhe - Des morceaux de ma femme de Frédéric Pelle - Les Filles du douze de Pascale Breton - Millevaches (expérience) de Pierre Vinour - La Pomme, la figue et l'amande de Joël Brisse                                         |
| César d'honor - Anouk Aimée - Jeremy Irons - Claude Rich | |